# Eko-Okna
Eko-Okna S.A. – polski producent wyrobów dla budownictwa z tworzyw sztucznych z siedzibą w Kornicach, specjalizujący się produkcją stolarki okienno-drzwiowej z PVC i aluminium. Posiada fabryki w Kornicach, Wodzisławiu Śląskim oraz w Kędzierzynie-Koźlu. Spółka jest największym producentem okien w Europie.

## Charakterystyka
Pierwszy zakład firmy o powierzchni 200 m² został otwarty w 1998 roku i znajdował się w Raciborzu przy ul. Kościuszki. W 2000 roku spółka przeniosła się do dzielnicy Studziennej, a następnie na ul. Łąkową, gdzie pozostała przez osiem następnych lat. W lutym 2009 roku nastąpiło oficjalne otwarcie nowego zakładu produkcyjnego w Kornicach, składającego się z hali produkcyjnej, budynku biurowego oraz dwóch parkingów.
Firma przekształciła się ze spółki z ograniczoną odpowiedzialnością w spółkę akcyjną 13 listopada 2015 roku.
W 2024 r. spółka główną działalność prowadziła w Kornicach i Wodzisławiu Śląskim, zatrudniając ok. 13 000 pracowników. Zakład w Kornicach działający od 2009 r. sukcesywnie był rozbudowywany. W styczniu 2024 posiadał około 10 hal wielkopowierzchniowych i zatrudniał większość pracowników firmy. W latach 2022–2023 budowana była druga fabryka Eko-Okien. Zakład powstał w strefie inwestycyjnej w Wodzisławiu Śląskim. Wodzisławską fabrykę uruchomiono pod koniec 2023 r. i pod koniec stycznia 2024 zatrudnia ok. 1500 pracowników (docelowo 3000). Kolejna fabryka zatrudniająca około 500 osób wybudowana została w Kędzierzynie Koźlu (otwarcie w kwietniu 2024). W czerwcu 2025 r. firma w trzech lokalizacjach zatrudniała ponad 15 000 pracowników. Rozpoczęła także reorganizację w celu zwiększenia efektywności operacyjnej. Redukcja zatrudnienia objęła 993 osoby. Do końca lipca 2025 zamknięta zostanie fabryka w Kędzierzynie-Koźlu. W sierpniu 2025 spółka zatrudniała 14 533 pracowników w dwóch fabrykach w Kornicach i Wodzisławiu Śląskim. W tym czasie dysponowała również flotą 1300 pojazdów - w tym 1000 ciężarówek.

## Działalność charytatywna
Firma wspiera Fundację "Nasze Dzieci Kornice".